# Stare Gardzienice
Stare Gardzienice – wieś sołecka w Polsce położona w województwie mazowieckim, w powiecie lipskim, w gminie Ciepielów. 
| SIMC    | Nazwa  | Rodzaj    |
| ------- | ------ | --------- |
| 0617806 | Podole | część wsi |

W latach 1975–1998 miejscowość administracyjnie należała do województwa radomskiego.
Wieś położona jest nad rzeką Iłżanką. Jest wsią typowo rolniczą. Znajduje się tu zespół dworski, czyli dworek murowany z XX wieku. Miejsce urodzenia Adama Heydla. Obecnie (2008) mieszka tu ok. 140 osób.
Wierni Kościoła rzymskokatolickiego należą do parafii Podwyższenia Krzyża Świętego w Ciepielowie.